# Савичів яр
Савичів яр — ботанічний заказник місцевого значення. Об'єкт розташований на південно-східній околиці смт Буди Харківського району Харківської області. Заказник розташовано біля Зарицького ставку.
Площа — 31,5 га, статус отриманий у 1998 році.
В балковій системі представлені суходільні, справжні та болотисті луки. В трав'яному покриві зустрічається коручка болотна (Червона книга України) 